# 拉瓦尼亚
拉瓦尼亚（義大利語：Lavagna），是意大利热那亚省的一个市镇。总面积13.87平方公里，人口12966人，人口密度934.8人/平方公里（2009年）。ISTAT代码为010028。